# Besselsche Elemente

Umrisse des Kern- und Halbschattens (grün) auf der Erdoberfläche (grau) und in der Fundamentalebene (rot) während einer totalen Sonnenfinsternis

Die Besselschen Elemente sind geometrische Größen, die Friedrich Wilhelm Bessel einführte, um die lokalen Gegebenheiten bei einer Sonnenfinsternis an einem Beobachtungsort auf der Erde zu beschreiben. Neben Sonnenfinsternissen kann das damit verbundene Prinzip auch bei Stern- oder Planetenbedeckungen durch den Mond sowie den Transiten von Venus und Merkur vor der Sonne verwendet werden. Die bei Mondfinsternissen vorgenommenen Berechnungen ähneln der Berechnung der Besselschen Elemente, wobei in diesem Fall der Schatten nicht auf die Erde, sondern auf den Mond fällt.
Bei Sonnenfinsternissen kann beispielsweise basierend auf den Besselschen Elementen die Bedeckungsdauer an einem bestimmten Ort ermittelt werden, oder es ist der Pfad bestimmbar, auf dem der Kernschatten des Mondes die Erdoberfläche überstreicht. Dieses Berechnungsverfahren wurde 1829 durch Bessel entwickelt und später von William Chauvenet verfeinert.
Die grundlegende Idee des Verfahrens ist, dass die Besselschen Elemente die Bewegung des Schattens wiedergeben, den der bedeckenden Himmelskörper – bei Sonnenfinsternissen ist dies der Mond – auf einer gedachten Fundamentalebene verursacht. Bei dieser handelt es sich um die geozentrische Normalebene der Schattenachse, in der der Erdmittelpunkt liegt und die senkrecht auf der Achse des Schattenkegels steht. Letzteres ist die Gerade, die durch die Zentren des bedeckten und des bedeckenden Himmelskörpers geht.
Zur Beschreibung der Bewegung des Schattens in dieser geeignet gewählten Ebene ist die Angabe vergleichsweise weniger Größen ausreichend – bei hinreichender Genauigkeit. Dies liegt nicht zuletzt daran, dass der Schatten während des gesamten Finsternisverlaufs in dieser Ebene immer kreisförmig ist und keiner perspektivischen Verzerrung unterliegt. In einem zweiten Schritt werden die Werte für die Erdoberfläche errechnet, in dem die Schnittkurven der Schattenkegel mit der Erdoberfläche bestimmt werden, wobei erst dann die annähernde Kugelform der Erde, die Erddrehung sowie die Lage und Höhe des Beobachtungsorts berücksichtigt werden müssen.

## Geschichte

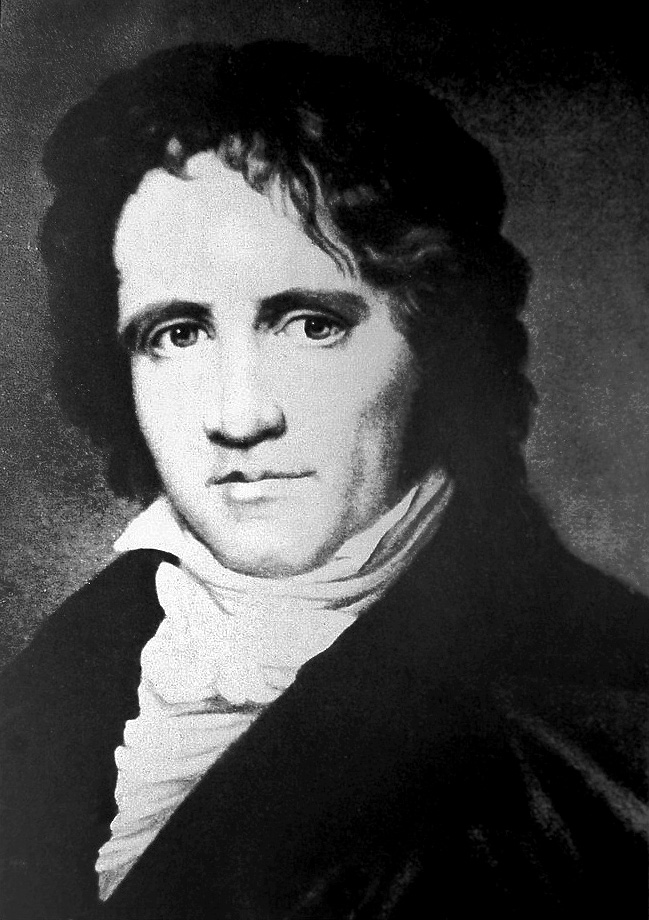
Friedrich Wilhelm Bessel (1784–1846)

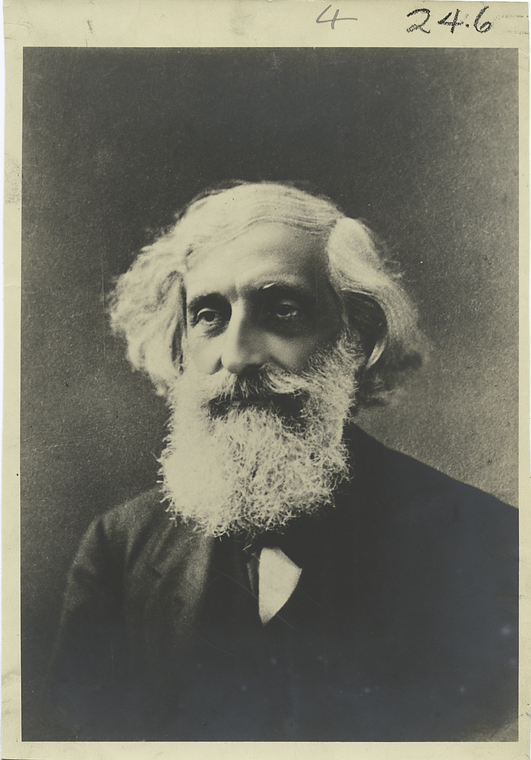
William Chauvenet (1820–1870)

Dieses Verfahren, Stern- und Planetenbedeckungen sowie Sonnenfinsternisse zu beschreiben, wurde vom deutschen Wissenschaftler Friedrich Wilhelm Bessel in den 1820er Jahren ausgearbeitet. Die erste Arbeit Bessels zum Thema Sternbedeckungen findet sich in den Astronomischen Nachrichten Nr. 50 aus dem Jahre 1824, in der er einige Berechnungen auf Basis zuvor beobachteter Sternbedeckungen anstellte. Im Jahr 1829 veröffentlichte er eine verallgemeinernde Arbeit Ueber die Vorausberechnung der Sternbedeckungen in den Astronomischen Nachrichten Nr. 145. Noch im selben Jahr entwickelte er die Idee weiter, indem er das Verfahren mit dem Ziel der Anwendung für Planetenbedeckungen und Sonnenfinsternisse verallgemeinerte.
Bis zu diesem Zeitpunkt wurden zur Berechnung zwei unabhängige Verfahren mit unterschiedlichen Zielen verwendet. Das erste Verfahren diente der Bestimmung der Gegebenheiten, wie sie sich einem Beobachter an einem konkreten Ort darstellten. Die hierbei verwendete Methode ging bereits auf Johannes Kepler zurück und war später von Jérôme Lalande und Johann Gottlieb Friedrich von Bohnenberger weiterentwickelt worden. Das zweite Verfahren, das auf Joseph-Louis Lagrange zurückzuführen ist, diente der Berechnung des Zeitpunktes der Konjunktion. Da sich dieses Verfahren auf den Erdmittelpunkt bezog und keine Aussage über lokale Gegebenheiten auf der Erdoberfläche machen konnte, wurde es zur Berechnung von Finsternissen weniger häufig angewandt als das erste. Es vereinfachte jedoch viele andere astronomische Berechnungen. Bessels Ansatz bestand nun darin, Lagranges Verfahren so weiterzuentwickeln, dass damit auch die Berechnung der lokalen Gegebenheiten möglich wurde, womit er eine Kombination beider Verfahren erreichte.
Im zweiten Band seiner Astronomischen Untersuchungen veröffentlichte Bessel 1842 eine vier Abschnitte umfassende Abhandlung mit dem Titel Analyse der Finsternisse. Darin fasste er seine bisher veröffentlichten Arbeiten zu diesem Thema zusammen und rundete sie durch einige Ergänzungen ab. Diese Veröffentlichung diente als Grundlage für viele Astronomen, die sich später mit diesem Thema auseinandersetzten. Peter Andreas Hansen verwendete in seinem 1858 veröffentlichten Werk Theorie der Sonnenfinsternisse und verwandter Erscheinungen abweichend von Bessel die Schnittgerade der Ekliptik mit der Fundamentalebene als {\displaystyle x}-Achse. Bessels Variante, die Verwendung der Äquatorebene statt der Ekliptik, besaß jedoch einige Vorteile, wie 1863 der amerikanische Astronom William Chauvenet hervorhob. Er folgte in seinem Manual of Spherical and Practical Astronomy größtenteils dem Verfahren Bessels, entwickelte aber für einige Teilprobleme eigene Lösungsansätze. Chauvenets Darstellung war daraufhin die Basis für viele weitere Entwicklungen auf diesem Gebiet.
Wenn auch die Berechnungen von Finsternissen nicht mehr manuell, sondern elektronisch erfolgen, haben die Besselschen Elemente ihre Bedeutung nicht verloren. Im Gegenteil, sie stellen das Bindeglied zwischen den Berechnungen des Zeitpunkts des Auftretens einer Finsternis sowie den Berechnungen der lokalen Gegebenheiten dar. Viele Computerprogramme sind auf eine der beiden Berechnungen spezialisiert, wobei die Besselschen Elemente sozusagen als Schnittstelle fungieren.

## Sonnenfinsternisse
Die an einem Ort auf der Erdoberfläche beobachtbare gegenseitigen Bedeckung von Gestirnen hängt von den Bahndaten des bedeckten entfernteren sowie des bedeckenden näheren ab. Diese Daten (Ephemeriden) werden üblicherweise als Winkel Rektaszension und Deklination angegeben. Diese Winkel beziehen sich als geozentrische Koordinaten auf den Erdmittelpunkt, so dass aus ihnen nicht direkt die Gestirnsbedeckung zu entnehmen ist, die an einem bestimmten Punkt der Erdoberfläche zu beobachten ist.
Um eine Bedeckung in einem Punkt auf der Erdoberfläche zu beschreiben, müssen die aus Tafeln entnommenen oder anderweitig bekannten Bahndaten der beiden Himmelskörper umgerechnet werden. Die Besselschen Elemente dienen der Beschreibung des Verlaufs sowie der Größe des Kern- und Halbschattens in der Fundamentalebene. Es ist einerseits nicht schwierig, den Verlauf des Schattens in dieser Ebene ausgehend von den Bahndaten der Himmelskörper zu beschreiben, zum anderen ist auch eine recht einfache Umrechnung auf einen Beobachtungspunkt möglich. Für letztere Umrechnung enthalten die Besselschen Elemente auch Angaben, wie die Fundamentalebene gegenüber dem Nullmeridian und der Äquatorebene verdreht ist.
Die Bedeckung der Sonne durch den Mond stellt im Hinblick auf die Beschreibung der Gegebenheiten auf der Erde den kompliziertesten Okkultationstyp dar, da sowohl der bedeckte Körper – die Sonne – als auch der bedeckende Körper – der Mond – nicht zu vernachlässigende Sehwinkel haben. Zudem muss die scheinbare Bewegung der Sonne während der Bedeckung berücksichtigt werden.

### Definition der Besselschen Elemente

Fundamentalebene mit den Besselschen Elementen,, und

Zunächst wird ein rechtwinkliges Koordinatensystem eingeführt, das als fundamentales oder Besselsches Koordinatensystem bezeichnet wird. Dabei wird von der Schattenachse ausgegangen, der Verbindungsgeraden des Zentrums von Sonne und Mond. Die Parallele der Schattenachse, die durch den Erdmittelpunkt geht, stellt die {\displaystyle z}-Achse des Besselschen fundamentalen Koordinatensystems dar und folgt ständig dem Schatten, das Koordinatensystem dreht sich also mit der Richtung der Schattenachse. Die Fundamentalebene steht im Erdmittelpunkt senkrecht auf dieser Achse. In der Fundamentalebene wird die Position und Größe des Kern- und Halbschattens mittels der {\displaystyle x}- und {\displaystyle y}-Koordinate beschrieben. Die {\displaystyle x}-Achse ist dabei die Schnittgerade der Fundamentalebene mit der Äquatorebene und weist nach Osten, die {\displaystyle y}-Achse weist nach Norden.
Die ersten beiden Größen der Besselschen Elemente sind die Koordinaten {\displaystyle x} und {\displaystyle y} des Schnittpunkts der Schattenachse mit der Fundamentalebene. Die Richtung der Schattenachse – die der Richtung der {\displaystyle z}-Achse entspricht – wird durch die Deklination {\displaystyle d} und den Ephemeridenstundenwinkel {\displaystyle \mu } angegeben. Der Radius des Halbschattenkegels in der Fundamentalebene wird durch {\displaystyle l_{1}} beschrieben, der des Kernschattenkegels durch {\displaystyle l_{2}}. {\displaystyle l_{2}} ist dabei für eine totale Finsternis negativ, für eine ringförmige positiv. Die Werte {\displaystyle x}, {\displaystyle y}, {\displaystyle l_{1}} und {\displaystyle l_{2}} werden in der Regel in Einheiten des Äquatorradius der Erde angegeben.
Neben diesen sechs Größen, die sich im Verlauf der Finsternis ändern, gibt es noch zwei weitere Größen, die als konstant betrachtet werden können: Die Größen {\displaystyle \tan f_{1}} und {\displaystyle \tan f_{2}} definieren die halben Öffnungswinkel des Halb- bzw. Kernschattenkegels.

### Berechnung der Besselschen Elemente
Die für Sonnenfinsternisse verwendeten Besselschen Elemente gehen aus vom zeitlichen Verlauf der geozentrischen Positionen von Sonne und Mond, die über deren Ephemeriden verfügbar sind. Eine Möglichkeit zur Berechnung des Auftretens von Sonnenfinsternissen ist, die Positionen von Sonne und Mond sofort in das fundamentale Koordinatensystem umzurechnen. Dann kann recht leicht ermittelt werden, ob und wann die Schattenachse die Fundamentalebene innerhalb des Erdglobus durchstößt – was bedeutet, dass sich eine zentrale, also totale oder ringförmige Finsternis ereignet.
Es gibt andere Möglichkeiten, das Auftreten von Sonnenfinsternissen zu berechnen, beispielsweise über die Finsternis-Limite. Aber auch in diesem Fall müssen die Positionen von Sonne und Mond für den Finsternisverlauf in das fundamentale Koordinatensystem umgerechnet werden, um auf Basis der Besselschen Elemente lokale Gegebenheiten an jedem Ort der Erde berechnen zu können.
Basierend auf den geozentrischen Koordinaten und den Entfernungen von Sonne und Mond können die Besselschen Elemente für einen bestimmten Zeitpunkt berechnet werden. Aus Deklination {\displaystyle \delta } und Rektaszension {\displaystyle \alpha } sowie der Entfernung {\displaystyle r} lassen sich zunächst die Ortsvektoren von Sonne und Mond wie folgt bestimmen:
{\displaystyle \mathbf {r} _{s}=r_{s}{\begin{pmatrix}\cos \alpha _{s}\cos \delta _{s}\\\sin \alpha _{s}\cos \delta _{s}\\\sin \delta _{s}\end{pmatrix}}}
{\displaystyle \mathbf {r} _{m}=r_{m}{\begin{pmatrix}\cos \alpha _{m}\cos \delta _{m}\\\sin \alpha _{m}\cos \delta _{m}\\\sin \delta _{m}\end{pmatrix}}}
Als Einheit für die Entfernungen dient üblicherweise der Äquatorradius der Erde. In der Literatur wird die Entfernung häufig durch die Parallaxe ausgedrückt, die den Ephemeridentafeln entnommen werden kann. Da die Parallaxe {\displaystyle P} sich auf den Erdradius als Basis bezieht, kann die Entfernung {\displaystyle r} in Einheiten des Äquatorradius durch {\displaystyle r=1/\sin P} berechnet werden.
Im Folgenden werden als erste der Besselschen Elemente die Deklination {\displaystyle d} und der Ephemeridenstundenwinkel {\displaystyle \mu } berechnet, also die Äquatorialkoordinaten der Richtung der Schattenachse. Statt des Stundenwinkels wird hierbei zunächst die Rektaszension {\displaystyle a} berechnet, aus dieser kann der Stundenwinkel mittels der Formel {\displaystyle \mu =\theta -a} ermittelt werden, wobei {\displaystyle \theta } der auf Greenwich bezogenen Sternzeit entspricht.
Zur Umrechnung in das fundamentale Koordinatensystem werden die Einheitsvektoren {\displaystyle \mathbf {i} }, {\displaystyle \mathbf {j} } und {\displaystyle \mathbf {k} }, die in Richtung der Koordinatenachsen dieses Koordinatensystems zeigen, mittels der beiden Größen {\displaystyle d} und {\displaystyle a} ausgedrückt:

Ortsvektoren von Sonne und Mond sowie deren Differenzvektor, der der -Achse entspricht

{\displaystyle \mathbf {i} ={\begin{pmatrix}-\sin a\\\cos a\\0\end{pmatrix}};\quad \quad \mathbf {j} ={\begin{pmatrix}-\cos a\sin d\\-\sin a\sin d\\\cos d\end{pmatrix}};\quad \quad \mathbf {k} ={\begin{pmatrix}\cos d\cos a\\\cos d\sin a\\\sin d\end{pmatrix}}}
Da die Richtung der {\displaystyle z}-Achse der Differenz der Ortsvektoren vom Erdmittelpunkt zu Sonne und Mond entspricht, lässt sich der Einheitsvektor in Richtung der {\displaystyle z}-Achse auch wie folgt ausdrücken:
{\displaystyle \mathbf {k} ={\frac {\mathbf {r} _{s}-\mathbf {r} _{m}}{|\mathbf {r} _{s}-\mathbf {r} _{m}|}}}
Durch Gleichsetzen der beiden Darstellungen von {\displaystyle \mathbf {k} } lassen sich nun {\displaystyle d} und {\displaystyle a} und somit alle Einheitsvektoren des fundamentalen Koordinatensystems bestimmen.
Unter Verwendung dieser Einheitsvektoren können nun die Koordinaten von Sonne und Mond in diesem Koordinatensystem bestimmt werden. Aufgrund der Definition der Fundamentalebene sind die {\displaystyle x}- und {\displaystyle y}-Koordinaten von Sonne und Mond identisch. Diese stellen gleichzeitig den Schnittpunkt der Schattenachse mit der Fundamentalebene dar und sind die nächsten ermittelten Besselschen Elemente. Weiterhin wird die {\displaystyle z}-Koordinate des Mondes bestimmt, da diese für die Berechnung der Schattenradien benötigt wird.
{\displaystyle x=\mathbf {r} _{m}\cdot \mathbf {i} =r_{m}\cos \delta _{m}\sin \left(\alpha _{m}-a\right)}
{\displaystyle y=\mathbf {r} _{m}\cdot \mathbf {j} =r_{m}\left(\sin \delta _{m}\cos d-\cos \delta _{m}\sin d\cos \left(\alpha _{m}-a\right)\right)}
{\displaystyle z_{m}=\mathbf {r} _{m}\cdot \mathbf {k} =r_{m}\left(\sin \delta _{m}\sin d+\cos \delta _{m}\cos d\cos \left(\alpha _{m}-a\right)\right)}

Bestimmung der Konuswinkel für Halb- und Kernschatten (und); aus Gründen der Übersichtlichkeit ist jeweils nur eine Tangente dargestellt

Die Winkel zwischen der Schattenachse und den Tangenten an Sonne und Mond, die die Kegelmäntel des Halb- und Kernschattens bilden, können mittels eines Hilfsdreiecks ermittelt werden. Dabei werden die Tangenten parallel verschoben, so dass sie durch den Mondmittelpunkt gehen (siehe Abbildung rechts). Hypotenuse beider Dreiecke ist die Verbindungslinie des Sonnen- und Mondmittelpunkts, die Gegenkatheten der gesuchten Winkel bilden die auf den parallel verschobenen Tangenten rechtwinklig stehenden Strecken durch den Sonnenmittelpunkt. In diesen rechtwinkligen Dreiecken ist jeweils die Länge zweier Seiten bekannt, zum einen die Entfernung zwischen Sonne und Mond, zum anderen die Länge der Gegenkathete, die beim Halbschatten der Summe aus Sonnen- und Mondradius entspricht, beim Kernschatten der Differenz dieser beiden Größen. Somit gilt:
{\displaystyle \sin f_{1}={\frac {\rho _{s}+\rho _{m}}{|\mathbf {r} _{s}-\mathbf {r} _{m}|}}}
{\displaystyle \sin f_{2}={\frac {\rho _{s}-\rho _{m}}{|\mathbf {r} _{s}-\mathbf {r} _{m}|}}}
Um die letzten beiden noch fehlenden Besselschen Elemente {\displaystyle l_{1}} und {\displaystyle l_{2}} zu errechnen, die Radien von Halb- und Kernschatten in der Fundamentalebene, wird der Abstand der Schnittpunkte der Tangenten mit der Schattenachse von der Fundamentalebene benötigt. Für den Halbschatten liegt dieser mit {\displaystyle V_{1}} bezeichnete Punkt auf der Schattenachse zwischen Sonne und Mond und stellt die Spitze des Halbschattenkegels dar. Der Schnittpunkt {\displaystyle V_{2}} liegt ebenfalls auf der Schattenachse und ist die Spitze – also der Endpunkt – des Kernschattens. Dabei gilt:
{\displaystyle z_{V_{1}}=z_{m}+{\frac {\rho _{m}}{\sin f_{1}}}}
{\displaystyle z_{V_{2}}=z_{m}-{\frac {\rho _{m}}{\sin f_{2}}}}
Mittels dieser Abstände der Punkte {\displaystyle V_{1}} und {\displaystyle V_{2}} von der Fundamentalebene lassen sich die Radien der Schattenkegel in dieser Ebene wie folgt ermitteln:
{\displaystyle l_{1}=z_{V_{1}}\tan f_{1}}
{\displaystyle l_{2}=z_{V_{2}}\tan f_{2}}
Wenn die Kegelspitze des Kernschattens vom Mond aus gesehen hinter die Fundamentalebene fällt, also eine totale Sonnenfinsternis vorliegt, ist {\displaystyle z_{V_{2}}} negativ, im anderen Fall positiv, was bei einer ringförmigen Sonnenfinsternis der Fall ist. Entsprechend der Konvention wird auch das Vorzeichen des Kernschattenradius {\displaystyle l_{2}} so gewählt, dass dieser im Falle einer totalen Sichtbarkeit negativ angegeben wird, bei ringförmiger Sichtbarkeit hingegen positiv. Die Größen {\displaystyle z_{V_{1}}} und {\displaystyle l_{1}} sind immer positiv.
Zur Berechnung wird ein Mondradius gewählt, der eine Mittelung der Unregelmäßigkeiten des Mondrandes darstellt ({\displaystyle \rho _{m}=0{,}2725076}). Da aber die Totalität einer Finsternis nicht vorliegt, solange durch das tiefste Mondtal scheinende Sonnenstrahlen den Beobachtungsort noch erreichen, wird zur Berechnung der Totalitätszone und -dauer auch ein zweiter, kleinerer Wert ({\displaystyle \rho _{m}=0{,}272281}) benutzt.

### Veröffentlichung der Besselschen Elemente
Die Besselschen Elemente sind zeitabhängig. Um eine Bedeckung zu beschreiben, müssen sie daher für einen Zeitraum angegeben werden, der beispielsweise zur vollständigen Beschreibung einer Sonnenfinsternis mehrere Stunden umfasst.
Es gibt verschiedene Varianten der Veröffentlichung der Besselschen Elemente einer Sonnenfinsternis. In manchen Fällen werden die Werte aller nicht als konstant anzusehenden Elemente (also {\displaystyle x}, {\displaystyle y}, {\displaystyle d}, {\displaystyle \mu }, {\displaystyle l_{1}} und {\displaystyle l_{2}}) in stündlichen Intervallen für den gesamten Finsternisverlauf tabellarisch angegeben. Zwischenwerte können interpoliert werden.
Eine andere Variante ist, die Besselschen Elemente für eine Referenzzeit ({\displaystyle t_{0}}) anzugeben, beispielsweise die dem Maximum nächstliegende volle Stunde in Terrestrischer Zeit (TT), und zusätzlich die stündlichen Änderungen für alle nicht als konstant anzusehenden Elemente. Dies ermöglicht die Berechnung der Werte für andere Zeitpunkte des Finsternisverlaufs als lineare Funktion der Zeit.
Die Angabe in polynomialer Form ermöglicht eine etwas genauere Näherung gegenüber der linearen Interpolation. Dabei werden für die veränderlichen Größen zusätzlich zum Wert zum Zeitpunkt {\displaystyle t_{0}} bis zu drei Polynomkoeffizienten angegeben. Die Berechnung des Werts zu einer bestimmten Zeit erfolgt dann in folgender Form:
{\displaystyle \sum _{n=0}^{n_{\mathrm {max} }}a_{n}t^{n}}
Dabei entspricht {\displaystyle a} einer der veränderlichen Größen, {\displaystyle t} ist die Differenz zur Zeit {\displaystyle t_{0}} in Stunden.
In der Praxis wird häufig auf die vom Goddard Space Flight Center der NASA in polynomialer Form veröffentlichten Besselschen Elemente zurückgegriffen. Bei den im Astronomical Almanac veröffentlichten Besselschen Elementen wird der Wert für {\displaystyle d} aus praktischen Gründen bereits unter Anwendung der in Frage kommenden Winkelfunktionen (Sinus sowie Kosinus) angegeben, zudem die Größen {\displaystyle d'}, {\displaystyle \mu '}, die für den gesamten Finsternisverlauf näherungsweise als konstant anzusehenden stündlichen Änderungen der Größen {\displaystyle \mu } und {\displaystyle d}.

### Beispiel der Anwendung der Besselschen Elemente
In folgendem Beispiel werden zunächst die Besselschen Elemente für einen vorgegebenen Zeitpunkt berechnet, womit Position und Größe des Kern- und Halbschattenkegels in der Fundamentalebene zu diesem Zeitpunkt bekannt sind. Für praktische Anwendungen muss anschließend untersucht werden, wie Punkte an der Erdoberfläche relativ zu diesen Schattenkegeln liegen. Alle hierzu erforderlichen Größen sind durch die Geometrie der Erde vorgegeben. Im Beispiel wird untersucht, ob ein gegebener Ort innerhalb des Kernschattenkegels liegt.

#### Ermittlung der Besselschen Elemente für einen bestimmten Zeitpunkt
| {\displaystyle n}                                                              | {\displaystyle x} | {\displaystyle y} | {\displaystyle d} | {\displaystyle l_{1}} | {\displaystyle l_{2}} | {\displaystyle \mu } |
| ------------------------------------------------------------------------------ | ----------------- | ----------------- | ----------------- | --------------------- | --------------------- | -------------------- |
| 0                                                                              | 0,0700420         | 0,5028410         | 15,327340         | 0,5424690             | −0,0036500            | 343,687410           |
| 1                                                                              | 0,5443035         | −0,1184929        | −0,012035         | 0,0001168             | 0,0001163             | 15,002982            |
| 2                                                                              | −0,0000406        | −0,0001158        | −0,000003         | −0,0000117            | −0,0000116            |                      |
| 3                                                                              | −0,0000081        | 0,0000017         |                   |                       |                       |                      |
| {\displaystyle \tan f_{1}} = 0,0046129; {\displaystyle \tan f_{2}} = 0,0045900 |                   |                   |                   |                       |                       |                      |

Die nebenstehende Tabelle enthält die Besselschen Elemente der Sonnenfinsternis vom 11. August 1999 in polynomialer Form. Ziel sei es nun, für 12:34:03 MESZ (entspricht 10:34:03 UT) die Position des Kernschattens in der Fundamentalebene zu berechnen.
Zunächst ist die Differenz zur Referenzzeit (11:00:00 TT) zu ermitteln. Hierbei ist noch die Differenz {\displaystyle \Delta T} zwischen TT und Universal Time (UT) zu berücksichtigen, die zum Zeitpunkt der Finsternis 63,7 Sekunden betrug:
{\displaystyle t=10{,}5675-11{,}0+{\frac {63{,}7}{3600}}=-0{,}414805556}
Die Koordinaten des Schnittpunkts der Schattenachse mit der Fundamentalebene für die gewünschte Zeit errechnen sich wie folgt:
{\displaystyle x=0{,}070042+0{,}5443035\ t-0{,}0000406\ t^{2}-0{,}0000081\ t^{3}=-0{,}155744523}
{\displaystyle y=0{,}502841-0{,}1184929\ t-0{,}0001158\ t^{2}+0{,}0000017\ t^{3}=0{,}551972467}
Analog errechnen sich Deklination und Stundenwinkel (die in der Tabelle fehlenden Werte für {\displaystyle n=2} oder {\displaystyle n=3} sind mit 0 anzusetzen):
{\displaystyle d=15{,}32734-0{,}012035\ t-0{,}000003\ t^{2}=15{,}33233167}
{\displaystyle \mu =343{,}687410+15{,}002982\ t=337{,}4640897}
Ebenso lässt sich nun der Radius des Kernschattens in der Fundamentalebene für diesen Zeitpunkt berechnen:
{\displaystyle l_{2}=-0{,}0036500+0{,}0001163\ t-0{,}0000116\ t^{2}=-0{,}003700238}
Der Halbschattenradius kann auf die gleiche Weise berechnet werden, er wird allerdings für die folgende Berechnung nicht benötigt.

#### Prüfung, ob ein gegebener Punkt zu dieser Zeit in der Totalitätszone liegt

Zusammenhang zwischen geodätischer Breite und geozentrischer Breite

Im ersten Schritt wurden die Besselschen Elemente der Finsternis vom 11. August 1999 für 12:34:03 MESZ berechnet. Nun soll überprüft werden, ob der Stuttgarter Schloßplatz (48° 46′ 42,8″ N, 9° 10′ 47,7″ O) zu diesem Zeitpunkt in der Totalitätszone lag. Hierzu werden die Koordinaten des Schloßplatzes in das fundamentale Koordinatensystem umgerechnet. Sind diese Koordinaten bestimmt, kann leicht ermittelt werden, ob dieser Punkt innerhalb des Schattenkegels liegt, da die Schattenachse ja per Definition senkrecht auf der Fundamentalebene steht.
Zunächst sind hierzu die gegebenen geodätischen Koordinaten des Schloßplatzes ({\displaystyle \phi } = 48,77855° und {\displaystyle \lambda } = 9,17991°) einschließlich der ellipsoidischen Höhe ({\displaystyle h} = 295 m) in geozentrische Kugelkoordinaten ({\displaystyle \phi '} und {\displaystyle \rho }) umzurechnen, wobei die Länge {\displaystyle \lambda } unverändert bleibt. Hierfür werden die numerische Exzentrizität {\displaystyle e} des Rotationsellipsoids der Erde und zwei weitere, daraus abgeleitete, breitenabhängige Hilfsgrößen verwendet:
{\displaystyle e^{2}=1-{\frac {b^{2}}{a^{2}}}=0{,}006694380}
Dabei ist {\displaystyle a} der Äquatorradius und {\displaystyle b} der Polradius.
{\displaystyle C={\frac {1}{\sqrt {1-e^{2}\sin ^{2}\phi }}}=1{,}001899093}
{\displaystyle S=\left(1-e^{2}\right)C=0{,}995191999}
Mit dem Äquatorradius {\displaystyle a} = 6.378.137 m lassen sich die geozentrischen Koordinaten wie folgt berechnen:
{\displaystyle \phi ^{\prime }=\arctan {\frac {\left(aS+h\right)\tan \phi }{aC+h}}=48{,}5877227^{\circ }}
{\displaystyle \rho ={\frac {\left(aC+h\right)\cos \phi }{a\cos \phi ^{\prime }}}=0{,}998156295}
Dabei drückt {\displaystyle \rho } den Abstand des Schloßplatzes vom Erdmittelpunkt in Einheiten des Äquatorradius aus, {\displaystyle \phi '} ist der Winkel zwischen der Äquatorebene und dem vom Erdmittelpunkt zum Schloßplatz zeigenden Ortsvektor.

Geozentrische Winkel in der Äquatorebene: ist die Rektaszension der Schattenachse, der Längengrad des Beobachters, die auf Greenwich bezogene Sternzeit, der Stundenwinkel der Schattenachse (bereits um korrigiert) und der Stundenwinkel des Beobachters gegenüber der Schattenachse

Als Hilfsgröße wird nun der Stundenwinkel {\displaystyle \theta } des Beobachtungsorts gegenüber der {\displaystyle z}-Achse des fundamentalen Koordinatensystems ermittelt. Dabei ist zu beachten, dass bei den Besselschen Elementen der Stundenwinkel {\displaystyle \mu } unter Annahme eines Ephemeridentags (entsprechend der Terrestrischer Zeit, früher: Ephemeridenzeit) berechnet wird. Da aber die tatsächliche Erdrotation nicht ganz regelmäßig ist, muss {\displaystyle \mu } zunächst um den Zeitunterschied zwischen Terrestrischer Zeit und Universal Time korrigiert werden, der {\displaystyle \Delta T} entspricht. Zur Berechnung der entsprechenden Winkelkorrektur ist die siderische Taglänge maßgeblich, der Unterschied zur synodischen Taglänge (Sonnentag) wird durch den Faktor 1,002738 berücksichtigt. Eigentlich muss die geographische Länge des Beobachters ({\displaystyle \lambda }) von {\displaystyle \mu } abgezogen werden, da beide Winkel aber in entgegengesetzter Richtung gemessen werden, ist es eine Addition.
{\displaystyle \theta =\left(\mu -1{,}002738\cdot {\frac {360^{\circ }}{86400\mathrm {s} }}\Delta T\right)+\lambda =346{,}3778563^{\circ }}
Damit lassen sich die kartesischen Koordinaten {\displaystyle \xi }, {\displaystyle \eta } und {\displaystyle \zeta } des Schloßplatzes im fundamentalen Koordinatensystem wie folgt ermitteln, wobei die Neigung der Fundamentalebene gegenüber dem geodätischen Koordinatensystem durch die Deklination {\displaystyle d} berücksichtigt wird:
{\displaystyle \xi =\rho \cos \phi ^{\prime }\sin \theta =-0{,}155501299}
{\displaystyle \eta =\rho \sin \phi ^{\prime }\cos d-\rho \cos \phi ^{\prime }\sin d\cos \theta =0{,}552271870}
{\displaystyle \zeta =\rho \sin \phi ^{\prime }\sin d+\rho \cos \phi ^{\prime }\cos d\cos \theta =0{,}816780948}
Der Radius der Schnittfläche des Kernschattenkegels in der durch den Schloßplatz gehenden, zur Fundamentalebene parallelen Ebene liegt näher an Sonne und Mond und ist deshalb etwas größer als der Kernschattenradius in der Fundamentalebene. Er lässt sich auf Basis des in den Besselschen Elementen angegebenen Konuswinkels des Schattenkegels ({\displaystyle \tan f_{2}}) und des Abstands des Schloßplatzes von der Fundamentalebene ({\displaystyle \zeta }) berechnen. Dabei ist zu beachten, dass der Kernschattenradius bei einer totalen Finsternis per Definition negativ angegeben wird.
{\displaystyle l_{2,\zeta }=l_{2}-\zeta \ \tan f_{2}=-0{,}007449262}
Der Abstand {\displaystyle r} des Schloßplatzes von der Schattenachse in derselben Ebene lässt sich wie folgt ermitteln:
{\displaystyle r={\sqrt {\left(\xi -x\right)^{2}+\left(\eta -y\right)^{2}}}=0{,}000385746<0{,}007449262}
Da der Abstand des Schloßplatzes in dieser Ebene kleiner ist als der Radius des Schattenkegels, lag der Schloßplatz also zum gegebenen Zeitpunkt innerhalb des Kernschattens. Weil es zu dieser Zeit in Stuttgart regnete, war allerdings auf dem Schloßplatz keine Beobachtung der verfinsterten Sonne möglich.
Durch iteratives Durchführen dieser Berechnungen für einen Zeitraum lassen sich prinzipiell die Kontaktzeiten an einem bestimmten Ort ermitteln. Es gibt aber auch direkte Verfahren, um die Kontaktzeiten zu berechnen.

## Weitere Gestirnsbedeckungen durch den Mond

### Sternbedeckungen durch den Mond

Schattenzylinder bei einer Sternbedeckung

Bei Sternbedeckungen kann die Berechnung der Besselschen Elemente gegenüber Sonnenfinsternissen stark vereinfacht werden, da es ausreichend genau ist, den bedeckten Himmelskörper als unendlich weit entfernt anzusehen. Diese Annahme ermöglicht es, die Lichtstrahlen des entfernten Objekts, die das Erde-Mond-System erreichen, als parallel zu betrachteten. Damit ergibt sich, dass die Richtung der Schattenachse, also die {\displaystyle z}-Achse des Besselschen fundamentalen Koordinatensystems, während des gesamten Verlaufs der Bedeckung immer genau in Richtung des Sterns zeigt und damit durch die äquatorialen Koordinaten des Sterns von vornherein gegeben ist.
Eine weitere Vereinfachung gegenüber einer Sonnenfinsternis besteht darin, dass kein Kern- und Halbschattenkegel beschrieben werden muss, sondern dass es ausreicht, den „Schatten“ als senkrecht auf der Fundamentalebene stehenden Zylinder aufzufassen. Der Radius dieses Zylinders entspricht dem Mondradius, der 0,2725 des Äquatorradius der Erde entspricht. Die Angabe von variablen Schattenradien sowie Öffnungswinkeln erübrigt sich damit.
Die Fundamentalebene wird analog zu den Sonnenfinsternissen gewählt, also die durch den Erdmittelpunkt gehende Normalebene dieser Schattenachse. Die Schnittlinie der Fundamentalebene mit der Äquatorebene ist die {\displaystyle x}-Achse und zeigt nach Osten, senkrecht auf dieser steht im Erdmittelpunkt die {\displaystyle y}-Achse und zeigt nach Norden. Wie bei Sonnenfinsternissen erfolgen alle Angaben in diesem Koordinatensystem in Einheiten des Äquatorradius.
Anders als bei der Sonnenfinsternis wird als Bezugszeitpunkt {\displaystyle T_{0}} für die Besselschen Elemente häufig nicht eine volle Stunde, sondern der Zeitpunkt der Konjunktion in Rektaszension gewählt, also der Zeitpunkt, zu dem Stern und Mond dieselbe Rektaszension aufweisen. Zu diesem Zeitpunkt hat die {\displaystyle x}-Koordinate der Zylinderachse den Wert 0, so dass in Tabellen nur noch die {\displaystyle y}-Koordinate der Zylinderachse in der Fundamentalebene angegeben wird. Die Besselschen Elemente einer Sternbedeckung werden dann wie folgt festgelegt:
| {\displaystyle \!\ T_{0}}           | Der Zeitpunkt der Konjunktion in Rektaszension, angegeben in Universal Time (UT)                          |
| {\displaystyle \!\ H}               | Der Stundenwinkel des Sterns zum Zeitpunkt {\displaystyle T_{0}}                                          |
| {\displaystyle \!\ Y}               | Der Wert für {\displaystyle y} zum Zeitpunkt {\displaystyle T_{0}}                                        |
| {\displaystyle \!\ x',y'}           | Die zeitliche Änderung von {\displaystyle x} und {\displaystyle y} pro Stunde                             |
| {\displaystyle \!\ \alpha ,\delta } | Rektaszension und Deklination des Sterns (Sternort) und gleichzeitig Richtung der {\displaystyle z}-Achse |

Für Prognosenberechnungen ist es ausreichend, {\displaystyle x'} und {\displaystyle y'} während des gesamten Verlaufs der Bedeckung als konstant zu betrachten.

### Bedeckung der Planeten durch den Mond
Das Verfahren der Besselschen Elemente lässt sich auf beliebige Gestirnsbedeckungen anwenden, wenn beide Gestirne hinreichend genau kugelförmig sind. Es sind lediglich die Position und Größe der Sonne durch die des betreffenden Planeten zu ersetzen. Als Ausnahmen gab Bessel 1842 lediglich die Planeten Jupiter und Saturn an, da deren Abweichung von der Kugelgestalt damals messbar war. Um das Sichtbarkeitsgebiet für Bedeckungen von Planeten durch den Mond vorherzusagen, kann dasselbe vereinfachte Verfahren wie bei Sternbedeckungen angewandt werden (siehe oben).
Sollen jedoch die Kontaktzeiten genau bestimmt werden, ist eine gegebenenfalls vorhandene Abweichung des Planeten von der Kugelform zu berücksichtigen und auch, welcher Teil der Planetenscheibe zum Zeitpunkt der Bedeckung von der Sonne angestrahlt wird. Dieses Verfahren wurde 1865 von Chauvenet beschrieben, da Bessels Verfahren für die zwischenzeitlich präziser gewordenen Beobachtungsmethoden nicht mehr genau genug war. Dabei wird der von der Sonne beschienene und von der Erde sichtbare Teil des Planeten direkt betrachtet und nicht in eine Fundamentalebene abgebildet.

## Transit der unteren Planeten
Beim Transit der unteren Planeten Venus und Merkur vor der Sonne ist der bedeckende Himmelskörper der Planet. Dieser kann die Sonne niemals vollständig bedecken, denn der Kernschatten ist viel zu kurz, um auf die Erde zu fallen. Auch für diese astronomischen Ereignisse werden Besselsche Elemente zur Berechnung der lokalen Gegebenheiten verwendet. Es kann dabei genau dasselbe Berechnungsverfahren wie bei Sonnenfinsternissen verwendet werden, der Planet übernimmt dabei die Rolle des Mondes.
Da die Entfernung der unteren Planeten von der Erde wesentlich größer ist als die des Mondes, besteht bei Transiten die Möglichkeit einer vereinfachten Berechnung der Zeitpunkte des Ein- und Austritts der Planetenscheibe vor der Sonne. Dieses Verfahren kommt ohne die Umrechnung der Ephemeriden in das Besselsche fundamentale Koordinatensystem aus. Dabei macht man sich zu Nutze, dass die quadrierte oder zu höherer Potenz erhobene Parallaxe der Planeten so klein wird, dass sie vernachlässigt werden kann. Ausgehend von den auf den Erdmittelpunkt bezogenen Kontaktzeiten können auf diese Weise die entsprechenden Zeitpunkte an jedem Punkt der Erde berechnet werden. Das Prinzip dieser vereinfachten Berechnung geht auf Lagrange zurück und wurde von William Chauvenet verbessert, indem er die Erdabplattung berücksichtigte.

## Mondfinsternisse
Bei einer Mondfinsternis befindet sich ein irdischer Beobachter auf dem Himmelskörper, der den Schatten wirft. Somit sieht man von allen Orten auf der Erde genau denselben Finsternisverlauf, vorausgesetzt, der Mond ist sichtbar. Bei der Berechnung von Mondfinsternissen werden entsprechende Sehwinkel (polare Koordinaten) bestimmt, was der Ermittlung der Besselschen Elemente (kartesische Koordinaten in der Besselschen Fundamentalebene) ähnelt. Deshalb werden die für Mondfinsternisse benutzten Sehwinkel gelegentlich auch Besselsche Elemente genannt. Eine Fundamentalebene wird aber weder für die Erde noch für den Mond benutzt, und es handelt sich bei der Beschreibung von Mondfinsternissen in der Regel ausschließlich um polare Koordinaten.
Wie bei Sonnenfinsternissen bezieht sich das fundamentale Koordinatensystem auf die Schattenachse, die bei Mondfinsternissen aber immer durch den Erdmittelpunkt geht. Die Berechnung ähnelt der bei Sonnenfinsternissen. Rektaszension und Deklination der Schattenachse ergeben sich in diesem Fall direkt aus den entsprechenden Werten der Sonne, die {\displaystyle z}-Achse zeigt dabei aber von der Sonne weg. Somit gilt:
{\displaystyle a=\alpha _{s}+180^{\circ };\quad \quad d=-\delta _{s}}
Auf die gleiche Weise wie bei Sonnenfinsternissen kann der geozentrische Ortsvektor des Mondes in das fundamentale System umgerechnet werden. Über dessen {\displaystyle x}- und {\displaystyle y}-Komponente kann die Lage des Mondmittelpunkts in Bezug zur Schattenachse ermittelt werden. Da alle benutzen Winkel ihren Scheitelpunkt im Erdmittelpunkt haben, werden im Gegensatz zu Sonnenfinsternissen für die Umrechnung keine Längenangaben benötigt. Die Koordinaten {\displaystyle x} und {\displaystyle y} beziehen sich auf die Einheitskugel. Die daraus abgeleiteten Winkel werden in Bogensekunden angegeben. Die dabei verwendeten Formeln entsprechen bis auf die fehlende Einheitenumrechnung den bei der Sonnenfinsternis verwendeten.
{\displaystyle x=\cos \delta _{m}\sin \left(\alpha _{m}-a\right)}
{\displaystyle y=\sin \delta _{m}\cos d-\cos \delta _{m}\sin d\cos \left(\alpha _{m}-a\right)}
Daraus lässt sich der Winkelabstand des Mondmittelpunkts von der Schattenachse berechnen:
{\displaystyle m={\sqrt {x^{2}+y^{2}}}}

Geometrie des Kernschattens bei einer Mondfinsternis

Die Größe der Radien von Halb- und Kernschatten werden ebenfalls als geozentrische Sehwinkel angegeben. Die Größen {\displaystyle f_{1}} und {\displaystyle f_{2}} beschreiben hierbei den Sehwinkel der Schattenradien in der Mondumlaufbahn. In nebenstehender Abbildung deutet die gestrichelte Linie die Mondumlaufbahn an. Der Winkel {\displaystyle \pi _{m}} ist der Sehwinkel des Erdradius vom Mond aus gesehen und entspricht somit der Parallaxe des Mondes. Da dieser Winkel ein Außenwinkel des Dreiecks {\displaystyle \Delta EM'V_{2}} ist, gilt für den Sehwinkel {\displaystyle f_{2}} des Kernschattens in der Mondumlaufbahn
{\displaystyle f_{2}=\pi _{m}-v_{2}\!\,},
wobei {\displaystyle v_{2}} der halbe Öffnungswinkel des Kernschattenkegels ist.
Analog kann über das Dreieck {\displaystyle \Delta ES'V_{2}} eine weitere Winkelbeziehung hergeleitet werden: Der Außenwinkel {\displaystyle r_{s}} entspricht dem Sehwinkel des Sonnenradius von der Erde, der Winkel {\displaystyle \pi _{s}} der geozentrischen Parallaxe der Sonne. Somit gilt:
{\displaystyle v_{2}=r_{s}-\pi _{s}\!\,}
Aus beiden Winkelbeziehungen lässt sich nun durch Eliminierung des Konuswinkels {\displaystyle v_{2}} der gesuchte Winkel ermitteln:
{\displaystyle f_{2}=\pi _{s}+\pi _{m}-r_{s}\!\,}
In analoger Weise kann auch der geozentrische Sehwinkel des Halbschattenradius im Mondorbit ermittelt werden. Für diesen ergibt sich folgende Beziehung:
{\displaystyle f_{1}=\pi _{s}+\pi _{m}+r_{s}\!\,}

Besselsche Elemente für die Kontaktzeiten einer Mondfinsternis

Um die Ermittlung der Kontaktzeiten der Finsternis zu unterstützen, werden aus den Größen des Kern- und Halbschattens und dem Mondradius drei weitere Hilfsgrößen abgeleitet. Dies sind die Sehwinkel für den Abstand des Mondmittelpunkts von der Schattenachse während eines bestimmten Kontakts, die aus den Sehwinkeln der Schattenradien und dem Sehwinkel {\displaystyle r_{m}} des Mondradius berechnet werden:
{\displaystyle L_{1}=f_{1}+r_{m}\!\,;} Ein- und Austritt des Mondes für den Halbschatten
{\displaystyle L_{2}=f_{2}+r_{m}\!\,;} Ein- und Austritt des Mondes für den Kernschatten
{\displaystyle L_{3}=f_{2}-r_{m}\!\,;} Beginn und Ende der totalen Finsternis
Die Größen {\displaystyle x\!\,}, {\displaystyle y\!\,}, {\displaystyle m\!\,}, {\displaystyle L_{1}\!\,}, {\displaystyle L_{2}\!\,}, {\displaystyle L_{3}\!\,}, {\displaystyle f_{1}\!\,} und {\displaystyle f_{2}\!\,} sowie {\displaystyle {\dot {x}}}, {\displaystyle {\dot {y}}} und {\displaystyle {\dot {m}}} – die stündliche Änderungsraten für die korrespondierenden Größen – gelten als Besselsche Elemente einer Mondfinsternis. Sie werden für eine Referenzzeit angegeben, beispielsweise den Zeitpunkt der Mondopposition. Es gibt allerdings im Gegensatz zu Sonnenfinsternissen keine allgemein anerkannte Art und Weise der Angabe der Kenngrößen.
Die bisher dargestellten Berechnungen verwendeten nur Winkel zur Schattenachse und kamen ohne Definition der Fundamentalebene aus. Wenn berechnet werden soll, wann bestimmte Mondkrater – also markante Punkte der Mondoberfläche – in den Kernschatten ein- oder austreten, ist dies möglich, wenn man die Fundamentalebene so wählt, dass sie durch den Mondmittelpunkt geht – in ähnlicher Weise wie für Punkte der Erdoberfläche bei Sonnenfinsternissen.
Bei Überprüfung der berechneten Kontaktzeiten und insbesondere Ein- und Austrittszeitpunkte bestimmter Mondkrater in den bzw. aus dem Kernschatten zeigen die auf diese Weise berechneten Daten keine brauchbare Übereinstimmung mit der Realität. Dies liegt zum einen daran, dass die Erde aufgrund ihrer Abplattung keinen ausreichend kreisförmigen Schatten wirft. Zum zweiten liegt es an der Erdatmosphäre, durch die sich die Schattenkegel vergrößern. Um diese Effekte zu kompensieren, ist es üblich, in die Formeln zur Berechnung der Größe des Halb- und Kernschattenkegels zwei Korrekturfaktoren einzuführen, wobei der Faktor 1,02 die Vergrößerung des Erdschattens durch die Wirkung der Erdatmosphäre um 1/50 und der Faktor 0,998340 die Abplattung der Erde im Mittelwert zwischen Äquator- und Poldurchmesser kompensieren soll:
{\displaystyle f_{1}=1{,}02\left(0{,}998340\ \pi _{m}+\pi _{s}+r_{s}\right)}
{\displaystyle f_{2}=1{,}02\left(0{,}998340\ \pi _{m}+\pi _{s}-r_{s}\right)}
André Danjon wies 1951 darauf hin, dass zur Berücksichtigung der Wirkung der Erdatmosphäre die beiden Schattenkegel nicht um den gleichen relativen Betrag von 1/50 zu vergrößern sind, sondern vielmehr eine Vergrößerung um denselben absoluten Betrag den tatsächlichen geometrischen Verhältnissen entspricht. Danjon geht von einer 75 Kilometer hohen Schicht der Erdatmosphäre aus, die absorbierend wirkt, was einer Vergrößerung des Erdradius bzw. der Parallaxe des Mondes um 1/85 entspricht. Der Faktor 1,01 kombiniert diese Vergrößerung mit dem Faktor für die Erdabplattung:
{\displaystyle f_{1}=1{,}01\ \pi _{m}+\pi _{s}+r_{s}}
{\displaystyle f_{2}=1{,}01\ \pi _{m}+\pi _{s}-r_{s}}
Finsternisgrößen für Kernschatten-Finsternisse, die nach der 1/50-Regel berechnet werden, sind im Vergleich zur Rechnung nach Danjon um etwa 0,005 zu groß, für Halbschatten-Finsternisse um rund 0,026.
Aber auch auf diese Weise berechnete Daten zeigen noch keine besonders präzise Übereinstimmung mit der Realität. Dies wird vor allem darauf zurückgeführt, dass die Abplattung der Erdatmosphäre noch deutlich größer ist als die der Erdoberfläche. Es wird versucht, anhand der Beobachtungsdaten verschiedener Mondfinsternisse ein genaueres Korrekturverfahren zu entwickeln.